# Zhang Chunxian
Dans ce nom chinois, le nom de famille, Zhang, précède le nom personnel.
Pour les articles homonymes, voir Zhang.
Zhang Chunxian, né en 1953 à Yuzhou dans la province du Henan, est un homme politique chinois. Il est membre du comité central du Parti communiste chinois depuis 2002 et est le ministre des Communications de la République populaire de Chine entre 2002 et 2005.